# مالیات بر سرمایه

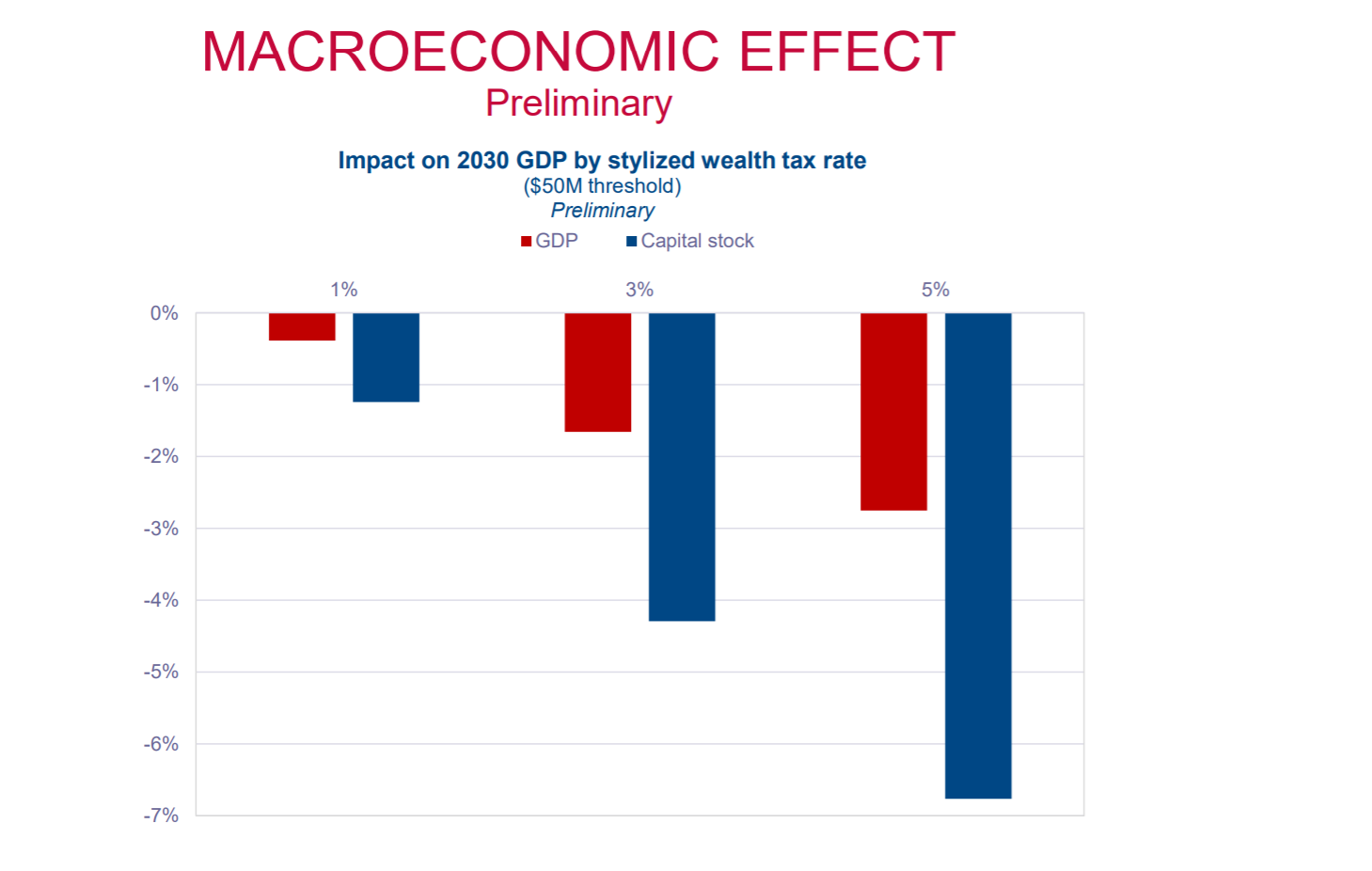
اثر کلان اقتصادی مالیات بر ثروت

مالیات بر سرمایه (انگلیسی: Wealth tax) مالیاتی است، که بر کلیه دارایی‌ها همچون خانه، وجه نقد، حساب سپرده، صندوق سرمایه‌گذاری بازار پول، مزایای بازنشستگی، سهام سرمایه، اوراق بهادار و غیره تعلق می‌گیرد. مالیات بر سرمایه اغلب به عنوان مکانیزمی برای تعدیل ثروت به کار گرفته می‌شود و بیشتر در جوامعی کاربرد دارد، که اختلاف فاحشی در دارایی و ثروت افراد آن جامعه وجود داشته باشد، یا فقط در مواردی خاص که به وسیله مالیات بر درآمد نتوان از آن منابع مالیات گرفت، اعمال می‌شود.